# Daria Hovora
Daria Hovora (17 de febrero de 1947-Le Mans; 9 de noviembre de 2017) fue una pianista, matemática y profesora francesa.

## Biografía
Daria Horova era la compañera de Frédéric Lodéon. Fue ganadora de los siguientes premios: Primer premio de piano y música de la CNSMDP y del concurso internacional de Montreal en 1971; Premio al mejor acompañamiento en el Concurso Internacional Tchaikovsky de Moscú en 1974.